# 耳苞鸭跖草
耳苞鸭跖草（学名：Commelina auriculata），又名蓬莱鸭跖草、耳叶鸭跖草，为鸭跖草科鸭跖草属的植物。分布在大洋洲、印度尼西亚、日本、台湾岛以及中国大陆的澳门、广东、福建等地，见于低海拔的丘陵丛林中或山沟水边，目前尚未由人工引种栽培。